# Rättvik (Gemeinde)
Koordinaten: 60° 53′ N, 15° 7′ O

Rättvik ist eine Gemeinde (schwedisch kommun) in der schwedischen Provinz Dalarnas län und der historischen Provinz Dalarna. Der Hauptort der Gemeinde ist Rättvik.

## Geographie

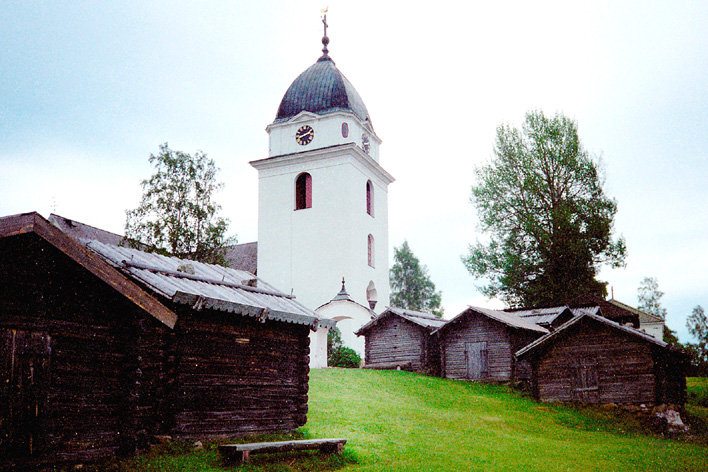
Kirche von Rättvik

Die Gemeinde Rättvik erstreckt sich im Inland von Dalarna vom See Siljan ungefähr 80 Kilometer (Luftlinie) nach Norden.
20 Kilometer nördlich von Rättvik liegt der Wasserfall Styggforsen, der 35 Meter hoch ist. Er war einer der Schauplätze in Ingmar Bergmans Film Jungfrukällan (dt. Die Jungfrauenquelle). Bei Furudal 40 km nördlich von Rättvik liegen zwei Freiluftmuseen, Norrboda gammelstad, zwei vollständig erhaltene Höfe mit insgesamt 30 Gebäuden aus dem 17. Jahrhundert, und Ärteråsens fäbodar, schwedische Sennhütten aus dem 18. Jahrhundert.
Ungefähr 8 km nördlich von Rättvik entlang des Siliansees findet man die so genannte „Dalhalla“, einen stillgelegten Kalksteinbruch, der im Sommer als Freilichtbühne genutzt wird. Konzerte (z. B. "Rhapsody in Rock") sind in Schweden ein Publikumsmagnet und schon Monate im Voraus ausverkauft.

## Wirtschaft

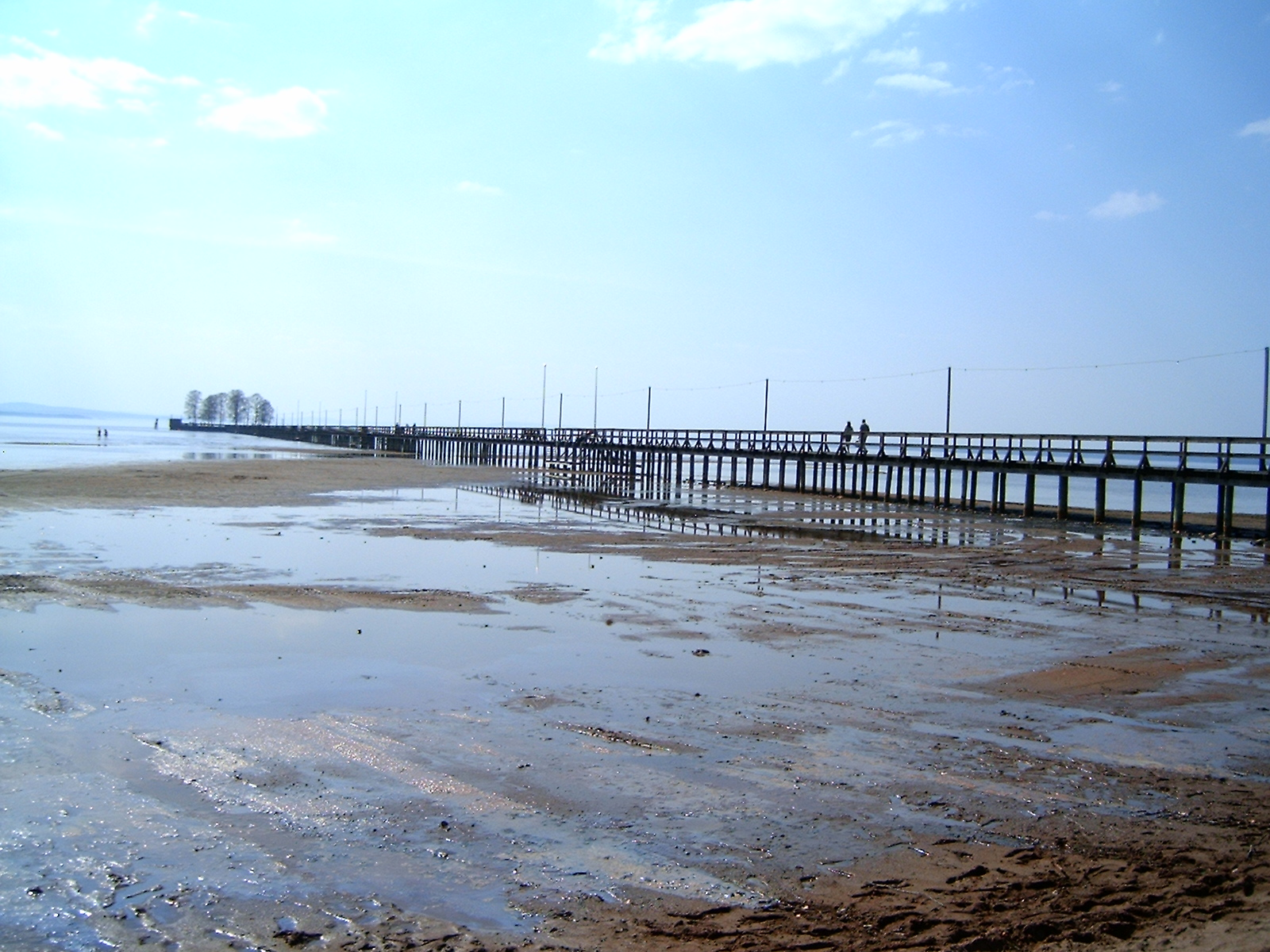
Långbryggan in Rättvik am Siljan-Ufer

Die Gemeinde liegt in einem traditionellen Land- und Forstwirtschaftsgebiet. Im industriellen Bereich dominiert die holzverarbeitende Industrie, dessen größter Betrieb sich in Furudal befindet. Tourismus ist heute ein – für die gesamte Region – wichtiger Wirtschaftszweig.

## Politik
Die Wahl zum Gemeindeparlament am 17. September 2006 ergab folgendes Ergebnis. In Klammern jeweils die Ergebnisse von 2002.
| Partei                                    | Stimmen     | Prozent       | Mandate |
| Moderata Samlingspartiet                  | 809 (551)   | 12,07 (8,49)  | 5 (3)   |
| Centerpartiet                             | 2234 (1820) | 33,34 (28,04) | 13 (11) |
| Folkpartiet liberalerna                   | 588 (786)   | 8,77 (12,11)  | 4 (5)   |
| Kristdemokraterna                         | 219 (299)   | 3,27 (4,61)   | 1 (2)   |
| Socialdemokraterna                        | 2236 (2342) | 33,37 (36,08) | 13 (14) |
| Vänsterpartiet                            | 187 (321)   | 2,79 (4,95)   | 1 (2)   |
| Miljöpartiet de gröna                     | 187 (200)   | 2,79 (3,08)   | 1 (1)   |
| SPI - Sveriges Pensionärers Intresseparti | 135 (145)   | 2,01 (2,23)   | 1 (1)   |
| Andere                                    | 106 (27)    | 1,58 (0,42)   | 0 (0)   |

## Orte
Folgende Orte sind Ortschaften (tätorter):
- Boda
- Furudal
- Gulleråsen
- Nedre Gärdsjö
- Rättvik
- Vikarbyn

## Söhne und Töchter der Stadt
- Åke Senning (1915–2000), Mediziner, Herzchirurg, Mitentwickler des ersten implantierbaren Herzschrittmachers.